# Университет Санто-Томас
Папский и королевский университет святого Фомы, Католический университет Филиппин (англ. Pontifical and Royal University of Santo Tomas, The Catholic University of the Philippines) или просто Университет Санто-Томас (англ. University of Santo Tomas, UST)  — старейший из ныне существующих в Азии вузов и крупнейшее католическое учебное заведение в мире.
В крепости Интрамурос, на месте которой позже возникнет филиппинская столица Манила, его основали испанские миссионеры-доминиканцы и назвали в честь святого Фомы Аквинского. Первоначально учебное заведение именовалось «Коллегия Богоматери Пресвятого Розария» и в ранг университета было возведено только в ноябре 1645 года буллой папы Иннокентия X.
Ключевую роль в основании Санто-Томаса сыграл Мигель де Бенавидес, архиепископ Манилы, выходец из знатного кастильского рода. До открытия университета он не дожил, но своим миссионерским служением подготовил его создание и завещал ему все своё состояние.